# Glosar de genetică
Acesta este un glosar de termeni utilizați în genetică.

## A
- aberație cromozomială - modificare (anomalie) a numărului de cromozomi caracteristic speciei sau a structurii cromozomilor (sinonim: anomalie cromozomială).
- acentric - termen care se referă la cromozomul sau fragmentul cromozomial care nu este dispus în centru sau care este lipsit de centromer.
- acrocentric - cromozom cu centromerul situat subterminal; în cariotipul uman, grupa D cuprinde perechile de acrocentrici 13,14 și 15, iar grupa G, perechile 21,22 și cromozomul Y.
- acromocentru - corpuscul de natură cromozomică, lipsit de cromatină.
- acrosindeză - împerechere incompletă a doi cromozomi, legați numai la un capăt, în timpul meiozei.
- ADN (acid dezoxiribolnucleic): - acid localizat în nucleul celulelor, care se prezintă sub formă de macromolecule de dimensiuni foarte mari și care joacă un rol important în transmiterea ereditară a caracterelor (abreviere ADN).
- afinitate genetică - capacitatea a doi indivizi de a produce prin încrucișare urmași viguroși, fertili.
- agent clastogen - agent care induce rupturi cromozomiale; poate fi fizic (radiații UV, șocuri termice), biologic (virusuri) sau chimic (antibiotice, pesticide, compuși antifolici).
- agregare familială - prezența în cadrul aceleiași familii a mai multor indivizi cu un același caracter patologic, în aceeași generație sau în generații succesive.
- alele - forme alternative ale unei gene care pot ocupa același locus pe un cromozom; influențează același caracter sau generează variația caracterelor moștenite.
- alelie multiplă - existența a mai mult de două gene alele diferite pentru un locus dat, într-o populație; apare prin mutații succesive ale genei inițiale (sinonim: polialelie).
- alelism - fenomen prin care două sau mai multe gene determină același caracter.
- alelogamie - tip de polenizare în două moduri nespecifice.
- alelogen - cu indivizi femele ce produc descendenți fie exclusiv masculi, fie exclusiv femele.
- alelogeneză - succesiune a două generații (sporofitică și gametofitică) în ciclul de dezvoltare al unor plante.
- alelomorf:

- (despre un caracter ereditar) care se opune altui caracter ereditar;
- care are mai multe forme.
- alelomorfie - formare a unor perechi de caractere la descendenții monohibrizi, cînd părinții se deosebesc între ei numai printr-o singură însușire ereditară (sinonim: alelomorfism).
- alelomorfism - vezi alelomorfie.
- alozom - cromozom care are rol esențial în determinarea sexului; sinonime: heterocromozom, heterozom, cromozom sexual.
- ameioză - diviziune nucleară, fără meioză, care nu asigură numărul de cromozomi pentru formarea de gameți.
- ameliorare - proces de creare a noi rase de animale și a noi soiuri de plante de cultură sau de îmbunătățire a celor existente.
- amficarion - nucleu cu două seturi haploide de cromozomi.
- amfidiploidie - prezența în celulele somatice a unor seturi de cromozomi diploizi, provenind de la ambii genitori, ca urmare a hibridării.
- amniocenteză - procedură de diagnostic prenatal; sunt investigate citogenetic și biochimic celule fetale și lichidul amniotic cu scopul de a evidenția structura genetică a produsului de concepție.
- anafază - fază a diviziunii celulare care urmează metafazei, când, centromerii se dedublează, iar cele două cromatide surori ale fiecărui cromozom se separă și migrează spre polii opuși ai fusului de diviziune.
- ancestral - care este transmis prin ereditate; ereditar.
- androgen - (despre femele) care produce numai descendenți masculi.
- androgeneză (sau androgenie) - dezvoltare a unui organism dintr-o celulă care posedă numai material genetic patern.
- androgenoterapie - folosirea terapeutică a hormonilor androgeni.
- androzom - cromozom prezent numai la gameții masculi.
- aneuploid - (despre organisme) care are un număr de cromozomi în plus sau în minus față de cel normal.
- aneuploidie - variație a numărului de cromozomi caracterizată prin lipsa sau prezența în exces a unuia sau mai multor cromozomi din pereche (de exemplu: monosomia, trisomia etc.).
- aneusomie - termen generic pentru anomaliile numerice sau structurale ale cromozomilor.
- anizodinam - (despre un embrion) care prezintă o inegală putere de dezvoltare.
- anizogamie - vezi heterogamie.
- anizogenie - stare a gameților cu genotip diferit, la monohibrizii bisexuați.
- anizogon -  (despre un hibrid ) care prezintă caractere paterne combinate în măsură inegală.
- anizohologamie -  unire a gameților cu slabe deosebiri dimensionale și sexuale.
- anizomerogamie - proces de unire a macrogameților cu microgameții.
- anizoploid - care are un număr impar de cromozomi.
- anomalie cromozomială - vezi aberație cromozomială.
- anomalie genetică - modificare a materialului genetic (ADN), care poate afecta funcționarea normală a unui organism; poate fi cauzată de mutații sau variații în gene, care pot fi moștenite sau pot apărea din alte cauze (expunerea la factori de mediu, stilul de viață etc.).
- aparat mitotic - ansamblu de structuri prezente în celulă la fiecare diviziune mitotică.
- aplanogamet - gamet neciliat, fără mobilitate.
- apomeioză - eliminare a meiozei în procesul de formare a generației asexuate, la plante.
- aposporie - reproducere a unui gametofit diploid direct din sporofit, fără meioză.
- arbore genealogic - reprezentare grafică a legăturilor de rudenie dintre membrii unei familii sau unui grup de familii înrudite.
- ARN - vezi ribonucleic, acid ~.
- artioploid - (despre organisme poliploide) cu un număr par de seturi cromozomiale.
- asinapsă - absență a împerecherii cromozomilor omologi, în profaza meiotică.
- asindeză - incapacitate a cromozomilor omologi de a forma perechi în cursul meiozei.
- asociație - termen utilizat pentru a arăta că o genă marker are o frecvență observată mai mare într-o anumită tulburare decât cea teoretică.
- atavism - apariție, la unele plante sau animale și la om, a unor caractere care nu au existat la părinți, dar pe care le-au avut strămoși mai îndepărtați.
- autopoliploid - (organism) care are mai mult de două serii de cromozomi omologi, rezultați prin multiplicarea numărului de bază.
- autozom - nume dat cromozomilor din celulele somatice, care, împreună cu alozomii, alcătuiesc genomul.
- auxospor - zigot al diatomeelor, format din conjugarea a doi indivizi care nu se mai pot divide.

## B
- bancă de gene - incintă în care sunt conservate colecții de material genetic în afara mediului de viață firesc (in vitro).
- barieră reproductivă - ansamblul proceselor biologice, etologice, ecologice, fiziologice, morfologice etc. care reprezintă un obstacol în realizarea unei încrucișări între indivizi ai aceleiași specii sau de specii diferite.
- bastard - plantă sau animal rezultat din încrucișarea a două specii diferite.
- biofor - (nume dat unor) determinanți genetici din cromozomi, constituiți din molecule susceptibile de variații ereditare.
- biotip - grup de plante cu aceeași construcție genetică și cu structură morfologică asemănătoare cu planta-mamă; acestea pot fi obținute doar prin reproducerea vegetativă (de exemplu prin plantarea bulbilor, a tuberculilor, a rizomilor, a lăstarilor, a mlădițelor și rădăcinilor advective).
- biovular - care provine din două ouă diferite; bivitelin, dizigot.
- bivitelin - vezi biovular.
- blastogeneză - teorie potrivit căreia caracterele ereditare se transmit prin plasma germinativă.
- blastomer - celulă formată în urma diviziunii primare a zigotului.
- blastopor - orificiu al gastrulei prin care cavitatea internă comunică cu exteriorul.
- boală genetică (sau ereditară) - afecțiune medicală cauzată de o anomalie genetică care se transmite de la un părinte la copil prin intermediul materialului genetic și care poate fi prezentă la naștere sau poate apărea ulterior în viață.

## C
- cacogen - care are structură genetică nefavorabilă; (despre mutații genetice) care atenuează deteriorarea unui caracter.
- cacogeneză - incapacitate de hibridare.
- caracter

- calitativ - particularitate morfologică a organismului , prin care acesta se deosebește de un organism aparținând altei rase sau soi;
- cantitativ - particularitate morfologică a organismului, care poate fi pusă în evidență cu ajutorul diferitelor măsurători.
- cariogramă - reprezentare schematică a cromozomilor dintr-o celulă, dintr-un nucleu; sinonim: idiogramă.
- carioplasmogamie - contopire a doi gameți, din care rezultă o celulă nouă.
- cariotip - totalitatea cromozomilor unui individ sau grup de indivizi (populație sau specie), ordonați dupa criterii precise: lungime, poziția centromerului, constricțiile secundare, sateliții, numărul și poziția benzilor.
- cenogenetic - (despre caractere) care dispare în perioada adultă; care este de origine recentă.
- centromer - regiune prin care cromozomul se atașează de fibrele fusului în timpul diviziunii celulare.
- centroplasmă - matrice fundamentală a cromozomului; zonă plasmatică centrală care înconjoară centriolul.
- chinetonemă - loc de inserție a filamentelor fusului cromozomial.
- chirurgie genetică - transplant genetic.
- citococ - nucleul diploid al zigotului.
- citogamie - fuzionarea gameților în cadrul procesului de fecundație.
- citogenetică - ramură a geneticii care studiază componenții celulari ai eredității: genele și cromozomii.
- citogeografie - studiul legăturilor dintre constituția cromozomială a organismelor și răspândirea lor geografică.
- clonare:

- obținere de celule vii identice plecând de la o singură celulă;
- realizare, prin reproducere asexuată, de exemplare genetic asemănătoare.
- - clonare moleculară - procedura de izolare a unei anumite secvențe ADN și obținerea mai multor copii ale acesteia in vitro.
- clonă:

- individ sau populație de indivizi identici obținuți prin reproducerea asexuată a unui singur organism;
- ansamblu de celule identice rezultate din diviziuni succesive ale unei singure celule.
- - clonă recombinată - clonă ce conține molecule de ADN recombinat.
- cod genetic - totalitatea treptelor de ribonucleotide (codom) care corespund la cei 20 de aminoacizi codonici universali, aceiași la toate viețuitoarele.
- consangvinitate - raportul dintre două persoane sau animale care au strămoși comuni.
- consangvinizare - fenomen prin care se unesc, în procesul fecundației, organisme înrudite.
- conservare genetică - păstrarea plantelor și animalelor în scopul protejării informațiilor lor genetice; în practică acest lucru se poate face prin stabilirea colecțiilor de plante și protoplasmă animală, prin conservarea acelor zone geografice care prezintă cea mai mare diversitate naturală de plante și animale sau prin creșterea selectivă în captivitate.
- cromatină - granulație de natură proteică, ce reprezintă componenta chimică de bază a nucleului celular la animale și la plante, intră în compunerea cromozomului și posedă afinitate pentru coloranții bazici.
- cromocentru - corpuscul format în nucleul în repaus (deci niciodată în timpul diviziunii), urmare a fuzionării heterocromatinei cromozomiale.
- cromozom - unitate genetică, structurală, constantă, a nucleului, cu organizare și funcții proprii, cu însușire de autoreproducere și care deține informația ereditară specifică.
- cromozom sexual - vezi alozom.
- cromozom somatic - oricare dintre cromozomi unui organism, cu excepția celor de sex.

## D
- deplasare a fenotipului - schimbările în expresia trăsăturilor unui organism în funcție de mediu, schimbări care pot fi temporare sau permanente și pot fi cauzate de o serie de factori, inclusiv de expunerea la factori abiotici (cum ar fi temperatura sau umiditatea), de interacțiunile cu alte organisme sau de modificări ale hranei.
- derivă genetică - variația aleatorie a frecvenței genelor într-o populație, ca urmare a unor evenimente aleatorii, cum ar fi mutațiile, migrația și driftul populațional; este unul dintre principalii factori care contribuie la diversitatea genetică în cadrul speciilor și la evoluția acestora; altă denumire: drift genetic.
- dezoxiribonucleic, acid ~ - vezi ADN.
- diploid - (despre celule organice sau organisme) cu număr dublu de cromozomi; vezi și haploid.
- diversitate genetică -  variația existentă în cadrul unei specii sau a unei populații, prin prezența diferitelor alele și gene care determină trăsăturile ereditare ale indivizilor și care este esențială pentru supraviețuirea și adaptarea unei specii la diferitele medii și condiții în care trăiește; altă denumire: variație genetică.
- dizigot - vezi biovular.
- doză genetic semnificativă - acea parte din doza totală de radiații primită de o populație dată (de la o sursă), care poate fi suficient de importantă pentru a produce efecte genetice.
- drift genetic - vezi derivă genetică.

## E
- efectul „gâtului de sticlă” - consecință genetică a unui eveniment care reduce drastic dimensiunea unei populații, ceea ce conduce la scăderea variației genetice și implicit la apariția unor probleme genetice și a bolilor ereditare.
- ereditate - însușire a organismelor de a transmite la descendenți caracterele lor morfofiziologice și un tip de metabolism asemănător.
- eritabilitate - componentă a unei trăsături care se datorează unei gene, exprimată ca o valoare numerică de la 0 (trăsătură care nu se datorează deloc unei gene) la 1 (trăsătură care se datorează în întregime unei gene).
- eucromocentru - cromocentru al nucleului în stare de repaus.
- eucromozom - cromozom tipic și normal.
- eufenie - ramură a geneticii care urmărește ameliorarea fenotipului, fără să acționeze asupra structurilor genetice.
- eugenie - disciplină care studiază ameliorarea caracterelor ereditare ale speciei umane.

## F
- familie multigenică - ansamblu de mai multe fragmente de ADN, alcatuit din gene și pseudogene, ale căror secvențe se aseamănă.
- fază diploidă - perioadă în dezvoltarea unor organisme în care numărul de cromozomi ai celulelor obișnuite este dublu în raport cu acela al celulelor sexuale.
- fază haploidă - stare a celulelor sexuale în care nucleii au numai o jumătate din numărul de cromozomi caracteristic celulelor somatice (sinonim: haplofază).
- fenotip - ansamblu de proprietăți și de caractere acumulate în procesul dezvoltării individuale a organismului.
- flux de gene⁠(d) - mișcarea genelor între populații sau între specii, prin migrație sau hibridizare, proces poate duce la schimbări în frecvența genelor⁠(d) și la crearea de variație genetică⁠(d) în cadrul populațiilor.

## G
- garnitură de cromozomi - totalitatea cromozomilor din celulele somatice ale unui individ.
- gastrulă - stadiu în dezvoltarea embrionului la animalele pluricelulare.
- genă - factor ereditar care determină apariția unui anumit caracter sau transmiterea acestuia de la părinți la urmași.
- genă marker - genă a cărei expresie permite depistarea celulelor care o conțin; este utilizată îndeosebi pentru identificarea unei anumite colonii bacteriene sau plăci bacteriofagice.
- genetică - ramură a biologiei care studiază ereditatea și variabilitatea organismelor.
- genitor - fiecare dintre cele două organisme parentale care, prin hibridare, dau naștere unui hibrid.
- germoplasmă - conținut nuclear celular care determină caracterele și însușirile speciei (sinonim: plasmă germinativă).

## H
- haplofază - vezi fază haploidă.
- haploid - (despre indivizi și celule) care posedă numai jumătate din numărul normal de cromozomi; vezi și diploid.
- Hardy–Weinberg, principiul ~⁠(d) (echilibrul ~ sau legea ~) - model matematic folosit în genetica populațiilor pentru a descrie distribuția frecvențelor genotipurilor și alelelor într-o populație⁠(d), în absența forțelor evolutive, cum ar fi selecția naturală, migrația, mutația sau deriva genetică.
- heterocariotip - celulă diploidă în care unul dintre cromozomii unei perechi oarecare prezintă o anomalie structurală.
- heterocromatină - denumire pentru regiunile genomului care rămân înalt condensate pe întregul parcurs al ciclului celular.
- heterogamie - formă de înmulțire sexuată prin unirea a doi gameți diferiți ca formă, mărime și structură; sinonim: anizogamie.
- heterozigot - organism hibrid care provine din părinți diferiți în privința constituției genetice; descendența heterozigoților este mai variată decât a homozigoților.
- heterozis - fenomen care constă în creșterea vigurozității, a rezistenței la condiții nefavorabile și a productivității la descendenții din prima generație obținuți din încrucișarea unor soiuri de plante, a unor indivizi crescuți în condiții diferite sau neînrudiți între ei, precum și de la descendenți hibrizi între liniile consangvinizate.
- hetero(cromo)zom - vezi alozom.
- himeră de altoire - plantă ale cărei țesuturi sunt diferite din punct de vedere genetic; poate rezulta în urma unei mutații în celulele țesuturilor meristematice sau după altoiri.
- homozigot - organism hibrid care provine din părinți cu caractere relativ apropiate din punct de vedere genetic.

## I
- idiogramă - vezi cariogramă.
- idioplasmă - substanță fictivă, considerată ca fiind localizată în celule și reprezentând concentrarea unor particule purtătoare ale eredității.
- informație genetică - totalitate a materialului genetic dintr-o celulă capabilă să creeze secvențe de aminoacizi care, la rândul lor, formează proteine active.
- inginerie genetică - știința modificării ADN-ului unei plante sau unui animal, în scopul obținerii caracteristicilor dorite.
- izofen:

- care este derivat din același fenotip.
- cu aceeași periodicitate biologică în fenologie.
- izogamie:

- (despre țesuturi) care are aceeași origine embrionară cu un alt țesut;
- (despre gemenii monozigoți) identic din punct de vedere genetic și fenotipic.
- izogenetic - (despre organisme) cu aceeași origine genetică; derivat din același genotip.

## Î
- încrucișare - împerechere (de obicei artificială) de animale sau de plante pentru obținere de urmași cu însușiri superioare, deci cu scopul ameliorării rasei.
- încrucișare cromozomică - schimb reciproc de segmente cromozomiale alelice între cromozomi omologi, survenind în general în fază de diplonem a primei profaze meiotice, la nivelul chiasmelor; este mecanismul responsabil de recombinările genetice.

## L
- legături de hidrogen - legătură fizico-chimică de tip slab, care se stabilește între moleculele care conțin atomi de hidrogen, care stabilesc între ei legături de natură electrostatică; în genetică apar ca legături între bazele azotate ale acizilor nucleici.

## M
- marker:

- genă mutantă cu efecte fenotipice detectabile, cu localizare cunoscută, care permite localizarea altor gene;
- particularitate morfologică ce permite identificarea corectă a unui cromozom;
- cromozom diferit de omologul său printr-o asemenea particularitate.
- mesaj genetic - cantitatea de informații înmagazinată în moleculele acidului ribonucleic ale unui organism dat.
- mutator - genă care mărește rata generală a mutațiilor.

## N
- neocentromer - regiune cromozomială care îndeplinește, parțial, funcțiile centromerului.
- nucleic, acid ~ - compus organic complex, alcătuit dintr-un lanț de nucleotide; există: ARN (acid ribonucleic) și ADN (acid dezoxiribonucleic).

## O
- organism modificat genetic (OMG) - germoplasmă care cuprinde toate componentele cultivarelor unei specii, speciile sălbatice întrudite din același gen și hibrizii rezultați din încrucișarea speciilor sălbatice cu cele cultivate.
- originea africană a oamenilor - concluzia unor dovezi genetice clare ce sugerează că strămoșii oamenilor moderni au trăit în Africa cu aproximativ 100.000 - 200.000 de ani în urmă.
- ortotip - genotip cu denumirea lui inițială.

## P
- pas genetic - distanță creată între unul dintre părinți și unul dintre urmași, astfel încât posibilitatea acestuia de a primi o genă oarecare se înjumătățește datorită meiozei.
- plasmă germinativă - vezi germoplasmă.
- polialelie - vezi alelie multiplă.
- polihaploid - cu un număr de cromozomi redus la jumătate față de numărul inițial.
- polispermie - proces de producere a unui zigot prin fecundarea unor ovule de către mai mulți spermatozoizi.
- polizomie - prezență de cromozomi supranumerari.
- populație - grup de indivizi din aceeași specie care trăiesc în aceeași regiune geografică și se pot reproduce între ei; aceștia au un set comun de gene care determină trăsăturile lor ereditare și care pot fi transmise urmașilor lor prin reproducere.

## R
- ribonucleic, acid ~ - acid care se găseste în toate celulele animale și vegetale, având un rol deosebit de important în desfășurarea proceselor biologice (abreviere: ARN).

## S
- set de cromozomi - totalitatea cromozomilor cu care contribuie unul din genitori la formarea zigotului.

## T
- termofen - (genotip) a cărui expresie fenotipică este influențată de temperatura ambiantă.
- transcriere - prima etapă a expresiei genei bazate pe ADN, în care un anumit segment de ADN este copiat în ARN (în special ARNm ) de către enzima ARN polimerază.

## V
- variabilitate genetică - proprietatea ființelor vii de a-și schimba, (sub influența mediului și a eredității, a factorilor externi și interni), însușirile lor morfologice, fiziologice, biochimice, ecologice, de a se deosebi unele de altele.
- variație - schimbarea unei însușiri morfologice, fiziologice, biochimice, ecologice, care apare la indivizii vegetali și animali, fiind un mijloc de realizare a variabilității.

## Z
- zigot - celulă rezultată din unirea a doi gameți; ou fecundat.